# Kane County (Illinois)
Kane County is een county in de Amerikaanse staat Illinois.
De county heeft een landoppervlakte van 1.348 km² en telt 404.119 inwoners (volkstelling 2000). De hoofdplaats is Geneva.

## Bevolkingsontwikkeling

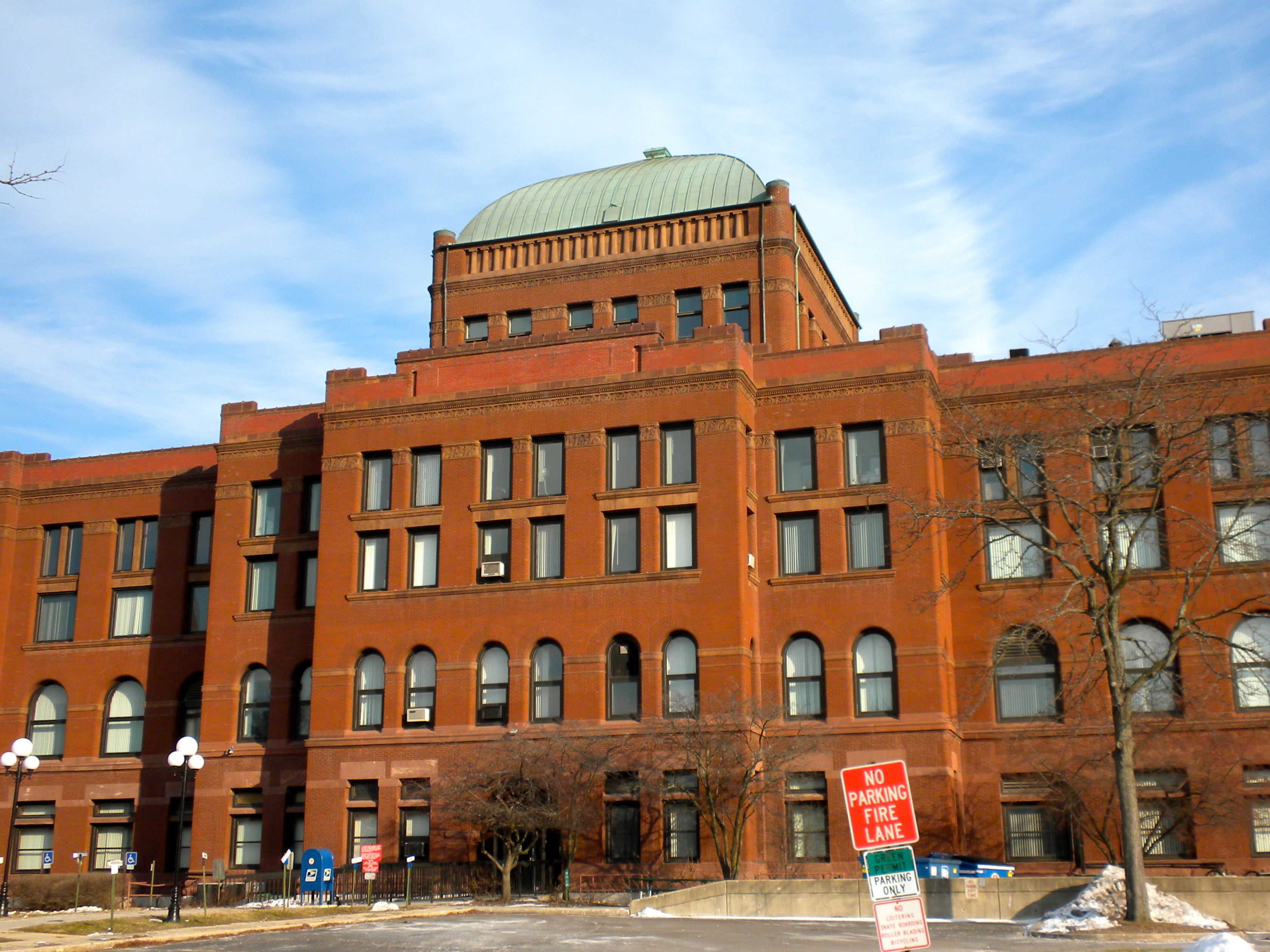
Kane County Courthouse